# نورت آتلبورو سنتر (ماساچوست)
نورت آتلبورو سنتر (به انگلیسی: North Attleborough Center) یک منطقهٔ مسکونی در ایالات متحده آمریکا است که در شهرستان بریستول، ماساچوست واقع شده‌است. نورت آتلبورو سنتر ۱۴٫۹ کیلومتر مربع مساحت و ۱۶٬۷۹۶ نفر جمعیت دارد.